# 蓋納 (密蘇里州)
蓋納（英語：Gaynor）是位於美國密蘇里州諾德韋縣的非建制地區。

## 歷史
蓋納的郵局於1879年設立，其後於1903年停運。

## 地理
蓋納所處的海拔為高於海平面369米（即1211英呎），而該地所採用的時區為UTC-6，即北美中部時區（CST）。同時該地設有夏令時間，為UTC-6調快一小時，即UTC-5（CDT）。